# Кеннет Макговен
Кеннет МакГовен (англ. Kenneth Macgowan, 30 листопада 1888 Вінтроп, Массачусетс, США — 27 квітня 1963, Лос-Анджелес, Каліфорнія, США) — американський кінопродюсер. Він виграв премію «Оскар» за найкращий ігровий короткометражний фільм за стрічку Кукарача (1934).

## Біографія
Кеннет МакГовен народився 30 листопада 1888 року у Вінтропі, штат Массачусетс, почав свою кар'єру як театральний критик. Він написав багато книг про сучасний театр, в тому числі «Театр завтрашнього дня» (1921), «Континентальний Стагкрафт» (1922) з Робертом Едмондом Джонсом та «Маски і Демони» (1923) з Германом Россом. У 1922 році він керував компанією «Provincetown Playhouse», разом з Юджином О'Нілом і Робертом Едмондом Джонсом.
У 1928 році він переїхав до Голлівуду, штат Каліфорнія, щоб стати редактором для новостворених «RKO Radio Pictures» і швидко став помічником продюсера. До 1932 року МакГовен став кінопродюсером для RKO. У період між 1932 і 1947 роками Кеннет випустив багато фільмів не тільки на RKO, але й для 20th Century Fox і Paramount Pictures.
В 1947 році він залишив кіноіндустрію, щоб стати першим директором кафедри театрального мистецтва в Каліфорнійському університеті у Лос-Анджелесі. Будівля театру в університетському містечку називається на його честь.
Він помер 27 квітня 1963 року в Західному Лос-Анджелесі, штат Каліфорнія, у віці 74 років.

## Вибрана фільмографія
- 1933: Маленькі жінки / Little Women
- 1936: Король бурлеску / King of Burlesque
- 1936: Гріхи людини / Sins of Man
- 1939: Сюзанна з гір / Susannah of the Mounties
- 1939: Молодий містер Лінкольн / Young Mr. Lincoln
- 1939: Історія Александра Ґрема Белла / The Story of Alexander Graham Bell
- 1940: Брігхем Янг / Brigham Young
- 1941: Белль Старр / Belle Starr